# Société des chemins de fer du Périgord

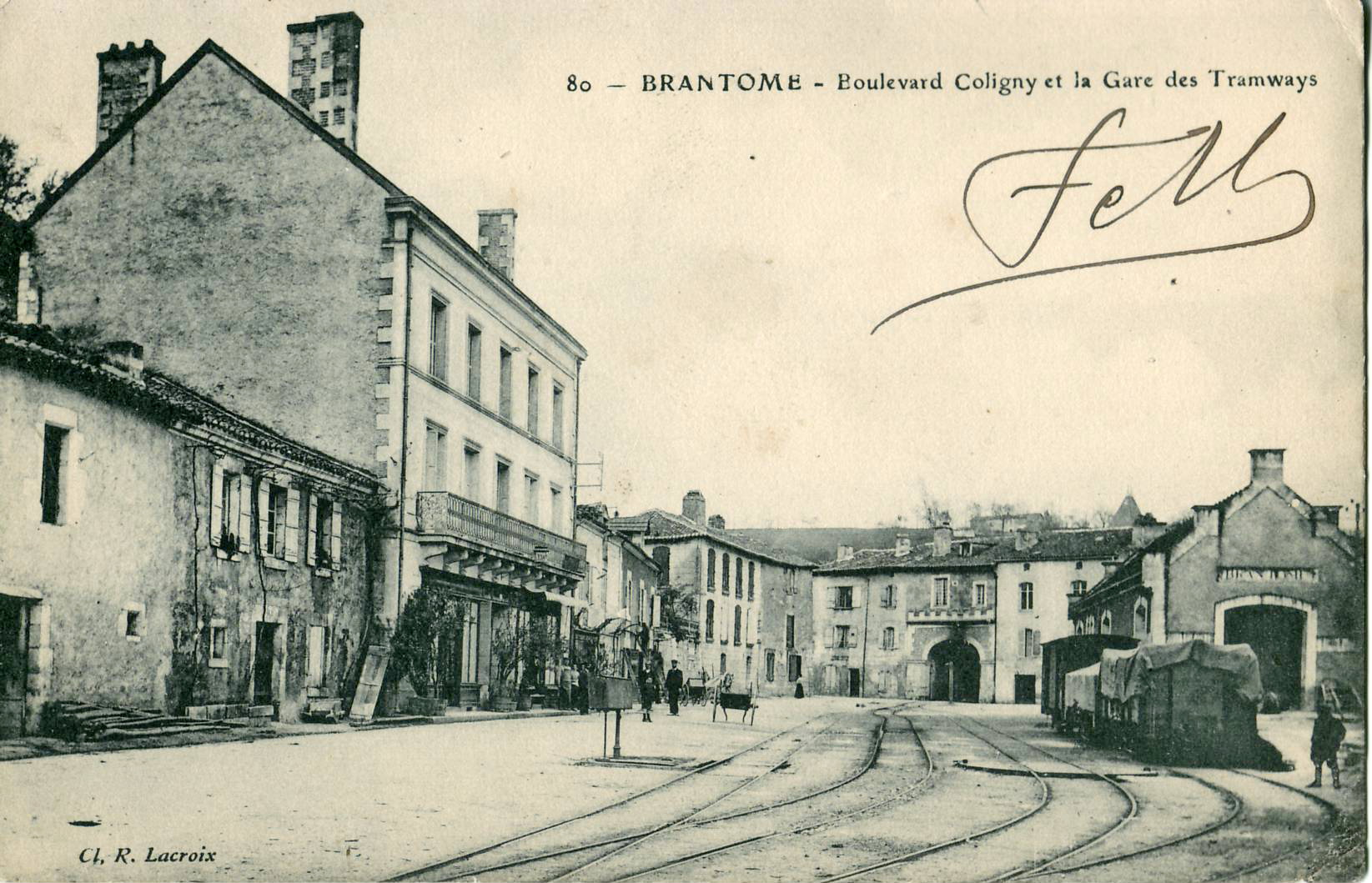
La gare de Brantôme, au tout début du XXe siècle.

La Société des chemins de fer du Périgord exploitait un réseau de chemins de fer secondaires à voie métrique, dans le département de la Dordogne. La société appartenait au groupe Empain. Elle construit un réseau autour de Périgueux. En 1911, ce réseau est complété par les lignes des Tramways de la Dordogne.

## Historique
La société est créée le 21 mai 1887 par Édouard Louis Joseph Empain à la suite de l’attribution par le Conseil général de la Dordogne de la construction et l’exploitation des lignes de Périgueux à Saint-Pardoux-la-Rivière et Périgueux à La Juvénie.
En 1921, la concession de la Société des chemins de fer du Périgord et celle des Tramways de la Dordogne sont rachetées par le département. Il se forme un réseau unique concédé à la Compagnie de chemins de fer départementaux. Le réseau disparaît en 1949

Gares
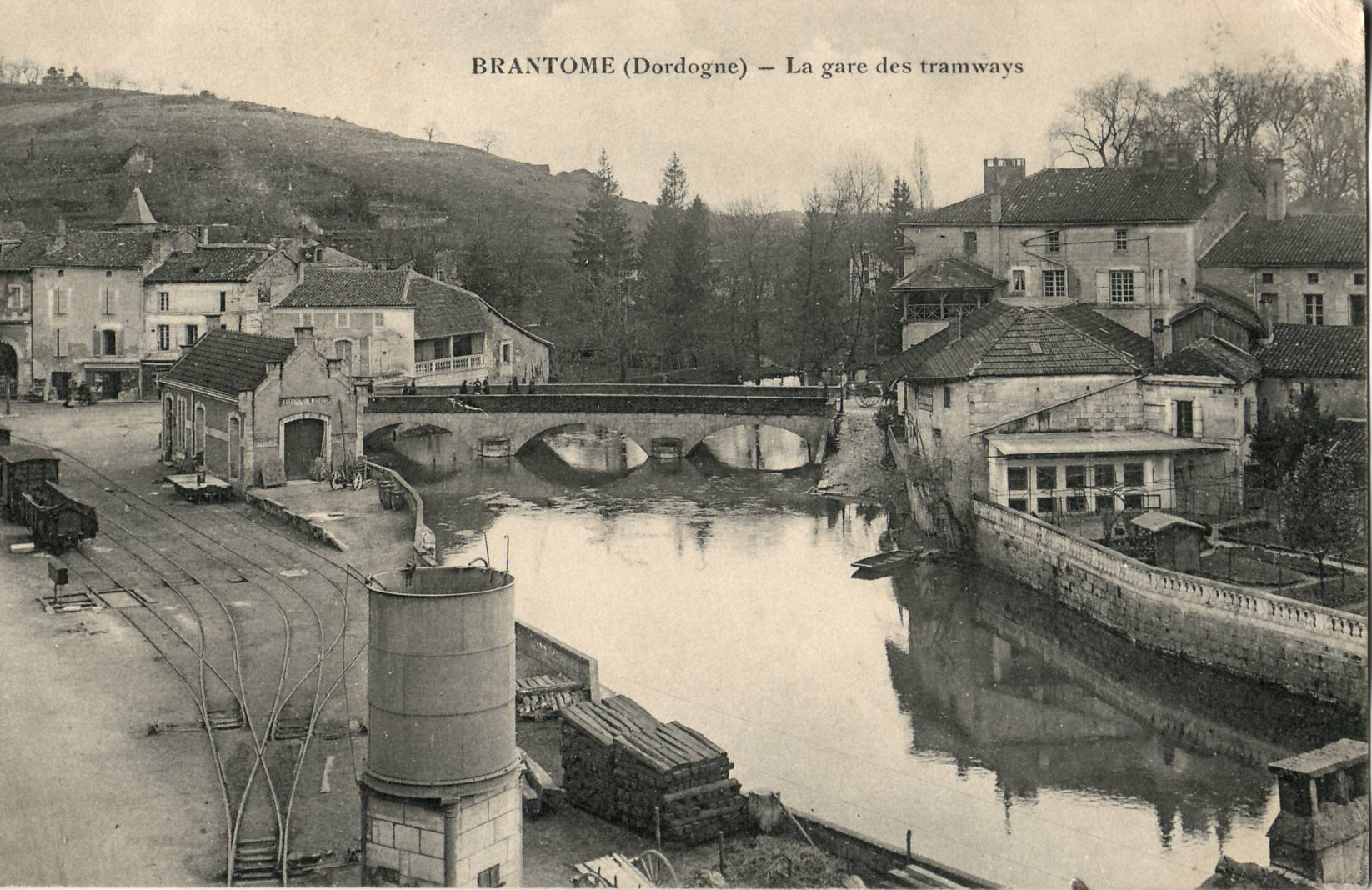
La gare de Brantôme équipée d'un château d'eau pour assurer le ravitaillement des locomotives en eau.
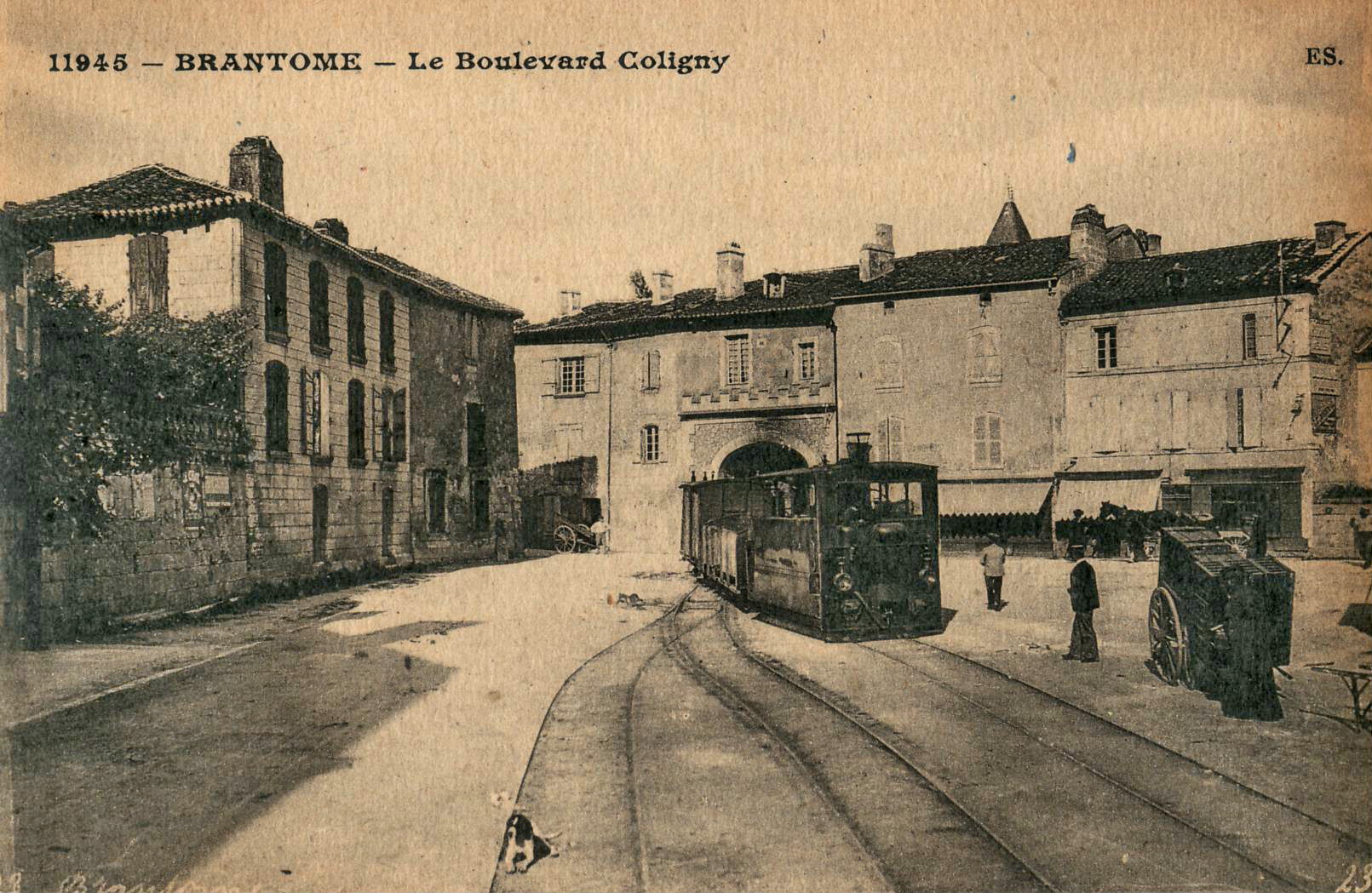
Locomotive bicabine en gare de Brantôme.
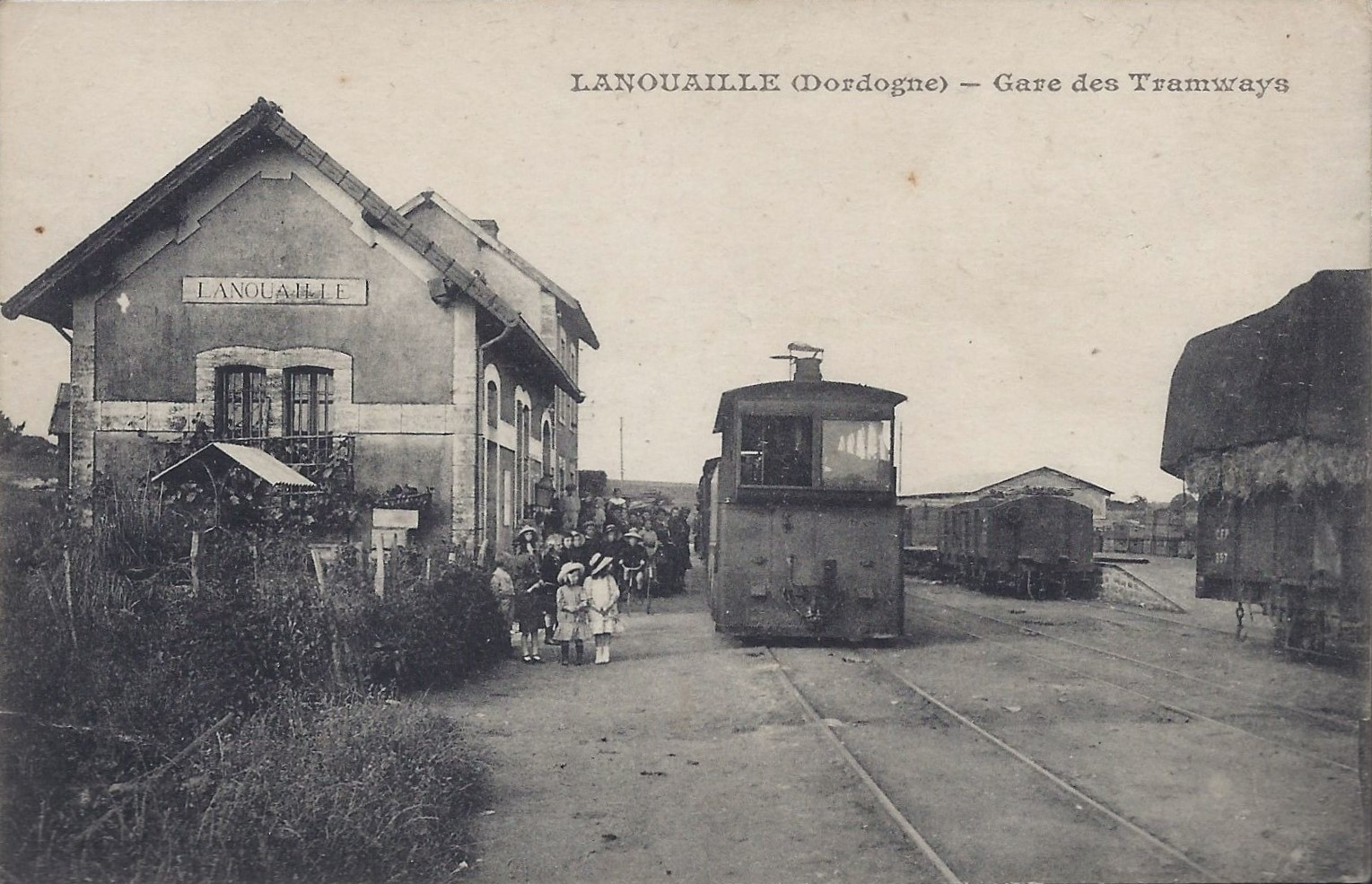
Un train des C.F.P en gare de Lanouaille.
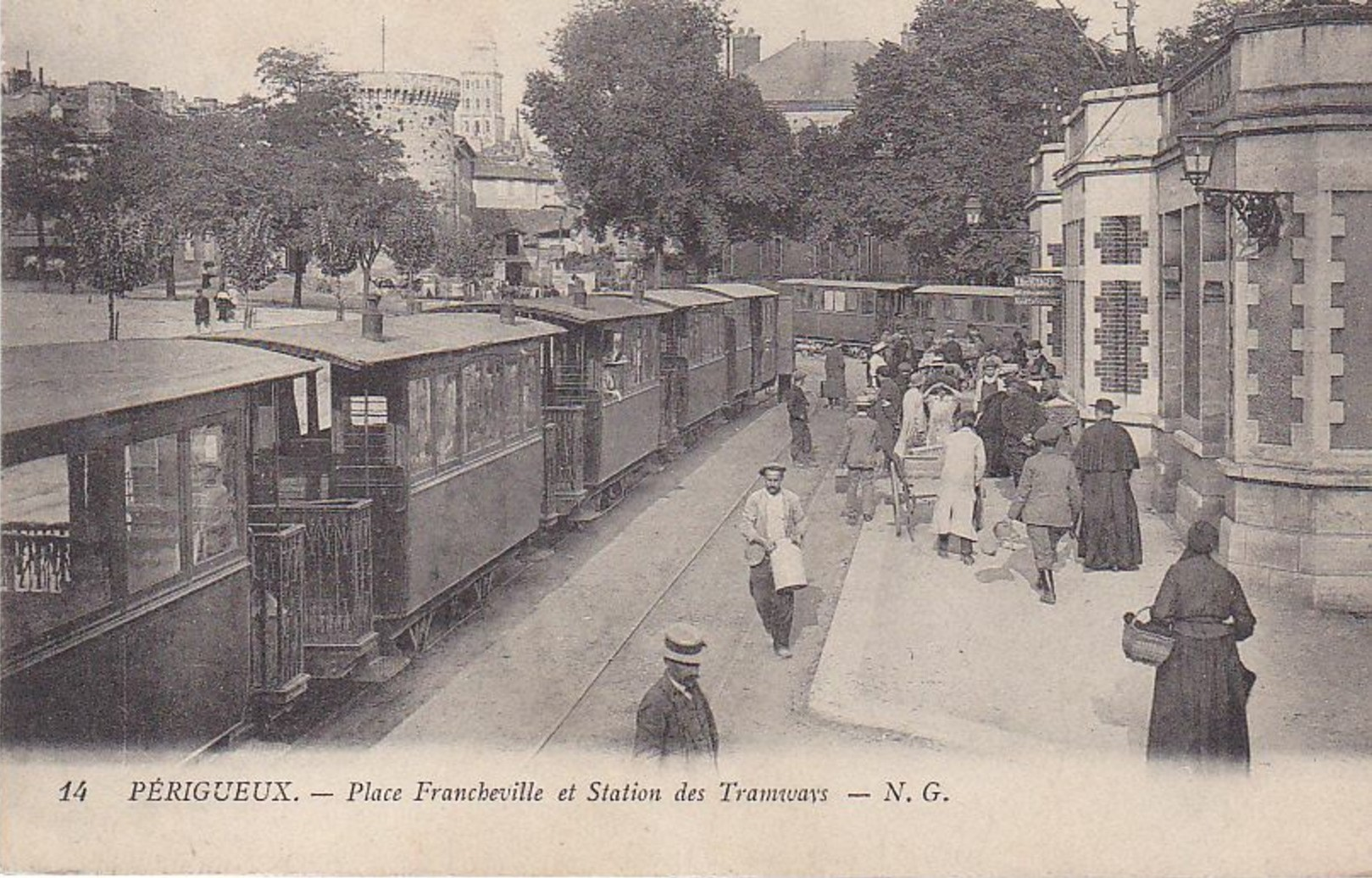
La gare principale de Périgueux Francheville.
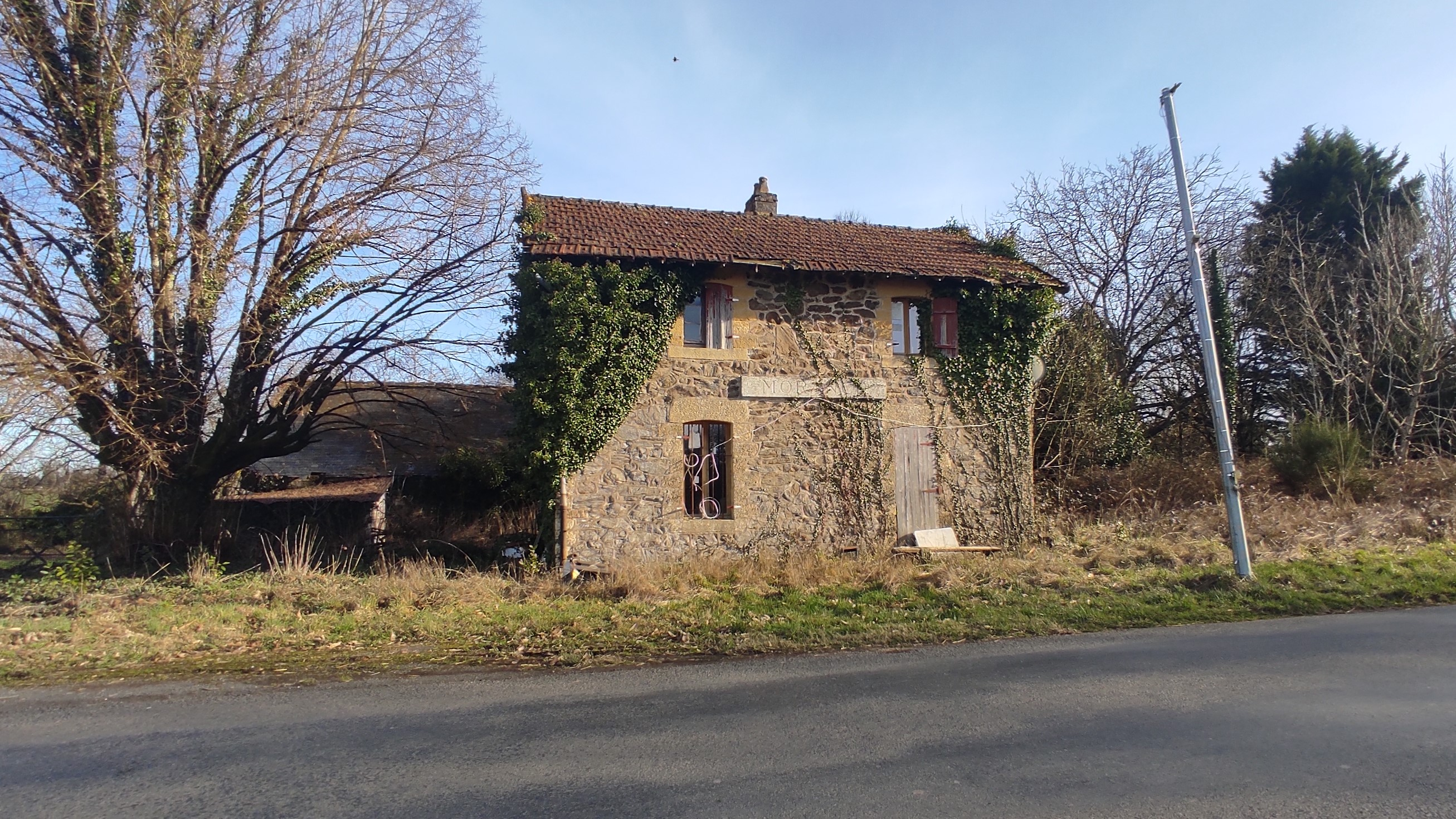
La gare de Morance.
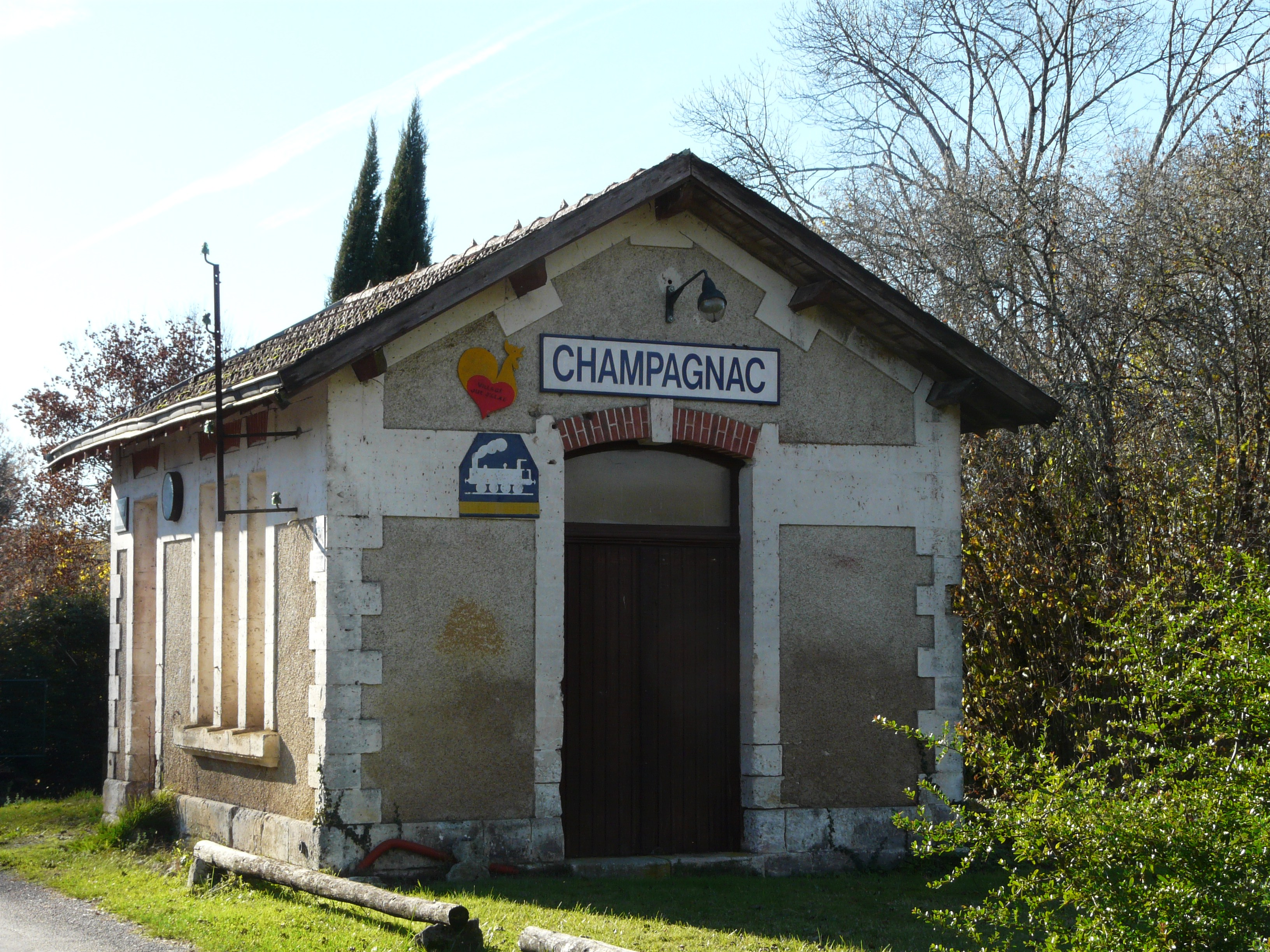
La gare de Champagnac.

## Infrastructure

### Les lignes
- Périgueux - Saint-Yrieix, (83 km)  ouverture 1887-1893.
- Périgueux - Brantôme  - Saint-Pardoux-la-Rivière, (52 km)  ouverture 1888-1890.
- Périgueux - Vergt, (23 km)  ouverture 1899.

Le centre du réseau est la ville de Périgueux, chef-lieu du département, où se trouvent le dépôt et les ateliers.

### Gares de jonctions
- Gare de Périgueux avec le PO.
- Gare d'Excideuil avec le PO.
- Gare de Saint-Yrieix avec le PO et les Tramways de la Dordogne.
- Gare de Saint-Pardoux-la-Rivière avec les Tramways de la Dordogne.
- Gare de Vergt avec les Tramways de la Dordogne.

## Exploitation
La Société des chemins de fer du Périgord disposait de dix locomotives bi-cabine (16,5 t, Blanc-Misseron), 27 voitures voyageurs et 136 wagons de marchandises.